# アンサンブル神戸
アンサンブル神戸（アンサンブルこうべ）は、日本のプロの室内オーケストラ。関西の若手音楽家が矢野正浩を中心に集まり発足した。2000年に合唱団員を一般に募集し、「神戸21世紀混声合唱団」を姉妹団体として発足させ、共演により演奏曲の範囲を宗教音楽まで拡げている。
兵庫県神戸市を拠点として室内楽から合唱曲、ミュージカルなどの音楽を手がける。学校演奏では生徒への指導を行い、共演の演奏会を行う。神戸新聞松方ホールで年6回程度の定期演奏、阪神・淡路大震災が起きた1月に特別演奏、および年2回程度のジュニア向けの演奏会が行われている。また。夏にはJ.B.バッハ作曲ブランデンブルク協奏曲全曲演奏会を開催している。現在のコンサートマスターは「京都市交響楽団」、「新日本フィルハーモニー交響楽団」でのコンサートマスターの経歴をもつ辻井淳が務める。

## 沿革
1996年、阪神・淡路大震災直後の被災施設での慰問演奏をきっかけに、プロの室内管弦楽団として発足し、同年に開設された神戸新聞松方ホールを本拠地とする。開設時、主宰の矢野正浩が指揮者を務める。
発足後間もなく元ベルリン・フィルハーモニー管弦楽団第1コンサートマスターのレオン・シュピーラーを客演コンサートマスターに招き、オーケストラ演奏技術の緻密さを向上した。2013年一般社団法人化、2015年に公益社団法人の認可を得る。関西を中心にオーケストラ音楽演奏を通して地域芸術文化の振興を図るとともに、青少年の音楽教育発展に寄与する活動を続ける。日本全国を対象に「文化庁文化芸術による子供育成推進事業」に則した公演活動実績も積んでいる。海外での活動として、2017年に矢野正浩の指揮により、ルーマニア国立オラデアフィルハーモニー管弦楽団と神戸21世紀混声合唱団の共演、2018年ジョージア国立トビリシ交響楽団定期演奏会で指揮を実施。